# Sicherheitsdienst
El Sicherheitsdienst (en español: Servicio de Seguridad), cuyo nombre completo era Sicherheitsdienst des Reichsführers-SS (SD), era el servicio de inteligencia de las SS. Esta fue la primera organización de inteligencia que se creó en el partido nazi y fue considerada como una «organización hermana» de la Gestapo. Entre 1933 y 1939, el SD estuvo bajo la autoridad de la Sicherheitspolizei (SiPo, Policía de Seguridad). A partir de 1939 fue transferida y puesta bajo la autoridad de la Reichssicherheitshauptamt (RSHA), como uno de los siete departamentos de los que se componía.

## Historia

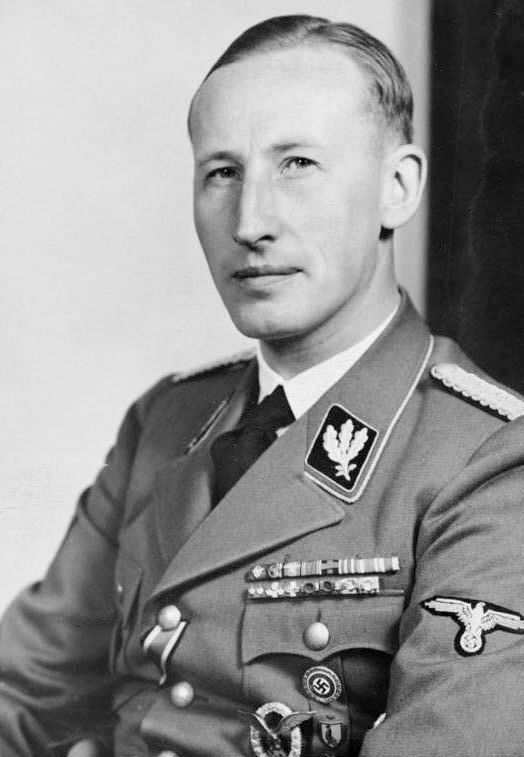
Reinhard Heydrich (1940)

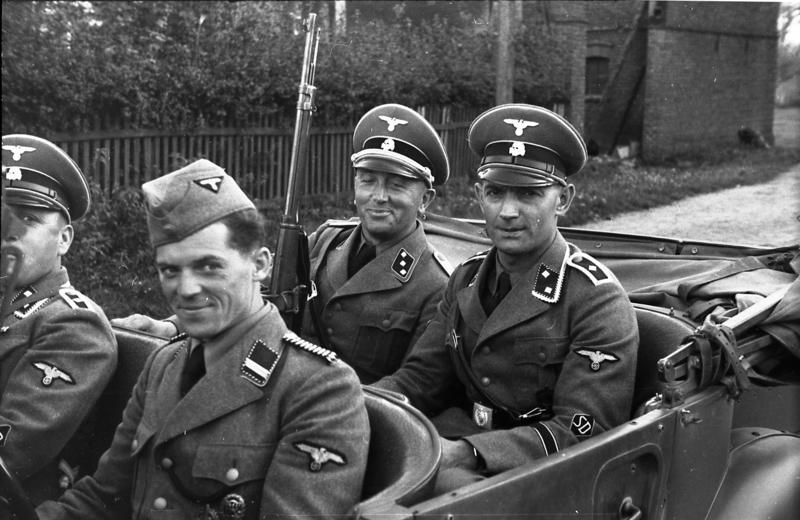
Oficiales del SD en la Polonia ocupada.

El SD fue creado en 1932 y puesto bajo el mando de Reinhard Heydrich, con la misión de detectar, investigar y neutralizar posibles enemigos de los líderes del partido nazi, tanto dentro como fuera del mismo. En esta función entraba en una cierta competencia con la Sturmabteilung (SA), pero después de muchas discusiones el 9 de junio de 1934 fue declarado como "servicio de información del partido" en exclusiva. En 1938 se ampliaron sus atribuciones, convirtiéndolo en el servicio de información oficial para todo el Estado, apoyando a la Gestapo y trabajando en colaboración con las administraciones General e Interior.
El SD organizó una red de agentes e informadores a lo largo del Reich, incluyendo también más adelante los territorios ocupados. Consistía en unos 6 400 de agentes a tiempo completo, y unos 30 000 informadores ubicados en todos los campos de la sociedad, incluyendo el propio partido nazi y las fuerzas armadas alemanas. El SD era la agencia encargada de conseguir la información, mientras la Gestapo y la Kriminalpolizei o Kripo, eran las agencias ejecutivas del sistema de policía política. Todas ellas se encontraban bajo el control efectivo de Heinrich Himmler como jefe de la Policía alemana. Sumado a su jefatura de las SS, le convertían en uno de los jerarcas más influyentes en la Alemania nazi.
El 27 de septiembre de 1939, la Sicherheitspolizei y el SD se integraron en la Oficina Central de Seguridad del Reich, o RSHA, también bajo el control de Heydrich. Heydrich fue jefe de la Policía de Seguridad (SiPo) y del SD hasta su asesinato en 1942, y después de este fue sustituido por Ernst Kaltenbrunner, que fue nombrado el 30 de enero de 1943, y mantuvo este puesto hasta el final de la guerra. Como todas las demás organizaciones auspiciadas por el partido nazi, durante los Juicios de Núremberg, tras el final de la Segunda Guerra Mundial, se condenó al SD por crímenes contra la humanidad y fue prohibido en Alemania.